# Zoot Suit/I'm the Face
«Zoot Suit»/«I'm the Face» fue el primer sencillo de la banda británica de rock The Who, cuando eran conocidos como The High Numbers.
«Zoot Suit» fue escrita por Peter Meaden, el primer mánager de la banda. Fue dirigida a la audiencia mod, fracasando en las listas musicales. Con la música copiada de los registros de American Soul, «Zoot Suit» está influenciada directamente de «Misery» del grupo The Dinamics, mientras «I'm The Face» fue basada en «Got Love If You Want It», del cantante de blues Slim Harpo.
Posterior al lanzamiento del sencillo, la banda cambió su nombre a The Who, que en una nueva administración lanzó su propia composición «I Can't Explain», que se convirtió en un éxito en el Reino Unido.

## Apariciones
«I'm the Face» apareció en Odds & Sods en 1974, y en las versiones remasterizadas del álbum.
«I'm the Face» fue lanzada de nuevo como lado B en el sencillo «Long Live Rock» en el Reino Unido, junto con una versión en vivo de «My Wife». Para los Estados Unidos, este no fue editado.
Tanto «Zoot Suit» como «I'm the Face» aparecieron en la banda sonora de la película de 1979 Quadrophenia, basada en el álbum de 1973 del mismo nombre.
«Zoot Suit» y «I'm the Face» fueron reeditados en 1980, donde alcanzaron el puesto #49 en el Reino Unido.
Ambas canciones fueron incluidas en Thirty Years of Maximum R&B.